# Rebellion (singel)
Rebellion – czwarty singel amerykańskiego zespołu muzycznego Linkin Park, promujący szósty album studyjny zespołu, The Hunting Party. Został stworzony przy współpracy z gitarzystą grupy System of a Down – Daronem Malakianem. Wydany został jako singel 4 czerwca 2014 roku. Stylistycznie utwór mocno nawiązuje do brzmienia zespołu System of a Down. W utworze pojawiają się szybkie oraz agresywne riffy, mocny wokal Mike’a Shinody oraz bridge wykrzyczany przez Chestera Benningtona. Piosenka jest utrzymana w szybkim tempie
Do utworu nie powstał żaden teledysk, jedynie zespół udostępnił na swoim profilu w serwisie YouTube czarno-białe lyric video.

## Twórcy

### Linkin Park
- Chester Bennington – wokale
- Mike Shinoda – wokale główne, gitara, pianino, syntezator
- Brad Delson – gitara
- Dave „Phoenix” Farrell – gitara basowa
- Joe Hahn – samplery, programowanie
- Rob Bourdon – perkusja, instrumenty perkusyjne

### Pozostali twórcy
- Daron Malakian – gitara

## Wykonania na żywo
Piosenka była często wykonywana podczas trasy promującej album The Hunting Party (kilka razy zespół wykonywał ją z Daronem). Została ona również wykonana podczas koncertu ku pamięci zmarłego Chestera Benningtona, który odbył się w Hollywood Bowl 20 października 2017 roku; podczas tego wykonania pojawił się prawie cały zespół System of a Down u boku Mike’a Shinody.